# León de Cnido
El León de Cnido es el nombre de una colosal escultura de la Antigua Grecia que fue descubierta en 1858 cerca del antiguo puerto de Cnido, en el suroeste de Asia Menor (ahora cerca de Caria en Turquía). Poco después de su descubrimiento, la estatua fue enviada a Londres, donde pasó a formar parte de la colección del Museo Británico. Aunque existe cierto debate sobre la antigüedad de la escultura, en general, la opinión de los estudiosos la sitúa en el siglo II a. C. Desde el año 2000, se ha expuesto de forma destacada en un zócalo bajo el techo de la Gran Corte de la Reina Isabel II (Museo Británico).

## Descripción

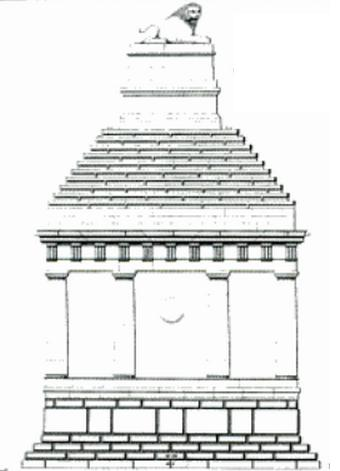
Esbozo de Pullan de su reconstrucción conjetural del monumento funerario tal y como se vería cuando se construyó por primera vez. Se estimó que tenía 18 metros de altura y estaba revestido de mármol. El león pesa 6 toneladas.

Esta escultura de un león recostado fue extraída del Monte Pentélico, cerca de Atenas, el mismo mármol utilizado para construir el Partenón. El león está sustancialmente completo; solo le falta la mandíbula inferior y las patas delanteras; sus ojos probablemente estuvieron una vez incrustados con vidrio, es mayor que de tamaño natural; pesa seis toneladas y mide 2,89 metros de largo y 1,82 metros de alto. El diseño del cuerpo fue ahuecado desde abajo, reduciéndose el peso de la obra.
La estatua se erigió encima de un monumento funerario de un estilo similar al que se encontraba situado en el 350 a. C. en Halicarnaso, un centro que estaba a un día de distancia en barco. El monumento era cuadrado y tenía una cúspide piramidal escalonada. Estaba hueco en un plano circular. Esta similitud ha llevado a algunos expertos a datar la obra en el año 350 a. C., pero otros piensan que la estatua estaba encima de un cenotafio hecho para conmemorar la cercana batalla naval de Cnido del año 394 a. C., en la que el general ateniense Conón, al mando de una flota conjunta de atenienses y persas, venció a una flota espartana liderada por Pisandro.
Una tercera opinión es que la arquitectura del monumento no es típica del año 250 a. C., sino que es del dórico y data del año 175 a. C. Esta variación se resume en la estimación del Museo Británico de 200-250 a. C. como su edad. El resto del monumento está todavía en Turquía, donde ha sido excavado por el Museo Británico. Originalmente tenía 12 metros cuadrados. En las excavaciones realizadas en el lugar, y en otros monumentos similares cercanos, no se ha encontrado ningún artefacto o inscripción que permita datar la estatua con mayor certeza.

## Descubrimiento
El León de Cnido fue encontrado en 1858 por el arqueólogo británico Richard Popplewell Pullan mientras caminaba por los acantilados cerca de lo que hoy es la ciudad turca de Datça. Pullan estaba ayudando a Charles Thomas Newton a excavar la antigua ciudad griega de Cnido. La estatua había coronado un monumento funerario de 18 metros de altura, que tenía unas vistas privilegiadas sobre el mar y que en su día pudo servir de ayuda a la navegación para los marineros que pasaban por allí. Es posible que el monumento fuera destruido por un terremoto, ya que la estatua fue encontrada a cierta distancia de la tumba. El León de Cnidos fue transportado con cierta dificultad más allá de la costa, donde fue cargado en el barco naval HMS Supply por Robert Murdoch Smith y enviado a Londres.
El papel de Smith fue significativo, ya que se encontró con una gran estatua que había caído apoyada sobre su parte delantera. El núcleo de piedra  caliza del monumento seguía allí, pero el revestimiento de mármol había sido robado o se encontraba en el lugar donde había caído. Smith pudo reemplazar y mover cada una de las piedras restantes, lo que permitió a Pullan, que era arquitecto, esbozar lo que se cree que es una buena reproducción de cómo habría sido la estructura entera.
En el 2008 la ciudad turca de Datça solicitó al Ministerio de Cultura y Turismo británico la devolución de las dos estatuas conocidas como el León de Cnido y la Deméter de Cnido.